# Alphonse Nothomb
Jean Pierre Dominique Ambroise Camille Alphonse Nothomb (Pétange, 13 juli 1817 - aldaar, 14 mei 1898) was een Belgisch advocaat en politicus voor de Katholieke Partij. 

## Levensloop
Hij was een zoon van Dominique Nothomb en Hélène Schuweyler. Hij trouwde met Marie-Anne Pescatore. Hij was een halfbroer van de Belgische regeringsleider Jean-Baptiste Nothomb.
Nothomb promoveerde tot doctor in de rechten (1835) aan de Rijksuniversiteit Gent en studeerde ook aan de universiteit van Berlijn. Hij werd advocaat aan de balie van Aarlen (1837-1839), substituut van de procureur des Konings in Aarlen (1839-1844), procureur des Konings in Neufchâteau (1844-1853) en substituut-procureur-generaal aan het hof van beroep in Brussel (1853-1855). 
Hij werd provincieraadslid voor Luxemburg van 1842 tot 1848 en volksvertegenwoordiger voor het arrondissement Neufchâteau van april tot juli 1851. Van 1855 tot 1857 werd hij, als extra-parlementair, Minister van Justitie in de regering-De Decker.
Vervolgens was hij volksvertegenwoordiger voor het arrondissement Turnhout van 1859 tot 1892.
Op 21 februari 1892, kort voor de belangrijke algehele verkiezingen van juni 1892, nam hij plots ontslag als voorzitter van de Brusselse conservatieve vereniging (Association constitutionnelle et conservatrice) op een algemene vergadering daarvan. Hij was immers voorvechter van een uitbreiding van het stemrecht en ging zo akkoord met de liberale Paul Janson en kon zich niet vinden in de conservatieve houding van de katholieke partij wat betreft kiesrecht. De katholieke vereniging van Turnhout zag zich genoodzaakt hem niet meer op de kieslijst voor de verkiezingen van juni 1892 te plaatsen (in de plaats werd Charles de Broqueville op de lijst gezet, wat voor hem het begin van een grote politieke carrière bleek).
Op 16 juli 1892 won Nothomb een buitengewone verkiezing na het overlijden van Victor Tesch, de liberale volksvertegenwoordiger die 44 jaar lang de (enige) volksvertegenwoordiger voor Aarlen was. Zo werd Nothomb van 1892 tot 1894 alsnog volksvertegenwoordiger, maar dan voor het arrondissement Aarlen. Ten slotte was hij provinciaal senator voor de provincie Luxemburg van 1894 tot aan zijn dood.
Nothomb werd doctor honoris causa van de Katholieke Universiteit Leuven (1886) en minister van Staat (1884).